# Heshi (köpinghuvudort i Kina, Jiangsu Sheng, lat 32,21, long 120,14)
Heshi är en köpinghuvudort i Kina. Den ligger i provinsen Jiangsu, i den östra delen av landet, omkring 130 kilometer öster om provinshuvudstaden Nanjing. Antalet invånare är 44 714. Befolkningen består av 23 016 kvinnor och 21 698 män. Barn under 15 år utgör 12,0 %, vuxna 15-64 år 68 %, och äldre över 65 år 18,0 %.
Runt Heshi är det tätbefolkat, med 735 invånare per kvadratkilometer. Närmaste större samhälle är Huangqiao, 9,8 km öster om Heshi. Trakten runt Heshi består till största delen av jordbruksmark.
Genomsnittlig årsnederbörd är 1 307 millimeter. Den regnigaste månaden är juli, med i genomsnitt 264 mm nederbörd, och den torraste är januari, med 34 mm nederbörd.